# Kroyeria carchariaeglauci
Kroyeria carchariaeglauci is een eenoogkreeftjessoort uit de familie van de Kroyeriidae. De wetenschappelijke naam van de soort is voor het eerst geldig gepubliceerd in 1878 door Hesse.